# Songbai
Songbai is een plaats in de stad Yangchun in de prefectuur Yangjiang in de Chinese provincie Guangdong. De Gevangenis van Yangchun is een gevangenis in de plaats Qingshan, die bij Songbai hoort.